# The Essential Jean-Michel Jarre
The Essential Jean-Michel Jarre – album Jeana-Michela Jarre’a, wydany w 1983 roku. Niektóre kopie mają tytuł The Essential Jean-Michel Jarre, a niektóre The Essential. Album doczekał się reedycji w 1985 roku pod tytułem The Essential 1976-1986. Jarre wydał także w 2004 roku album o tym samym tytule.
Album zawiera utwory od czasu Oxygène do Zoolook.

## Lista utworów
1. „Oxygene (part IV)”
2. „Equinoxe (part V)”
3. „Oxygene (part II)”
4. „Les Chants Magnetiques/Magnetic Fields (part II)”
5. „Orient Express”
6. „Les Chants Magnetiques/Magnetic Fields (part I)”
7. „Jonques de Pecheurs au Crepuscule/Fishing Junks at Sunset”
8. „Souvenir de Chine/Souvenir of China”
9. „Equinoxe (part IV)”
10. „Oxygene (part VI)”
11. „Les Chants Magnetiques/Magnetic Fields (part IV)”
12. „Equinoxe (part III)”
13. „Zoolookologie”
14. „Les Chants Magnetiques/Magnetic Fields (part V)”